# Funkmaster Flex
Funkmaster Flex (* 5. August 1968 in New York als Aston Taylor) ist ein US-amerikanischer DJ und wurde als Radiomoderator der Sender Hot 97 (New York) und Power106 (Los Angeles) bekannt.

## Biografie
Taylor ist der Sohn eines jamaikanischen Dancehall-DJs, durch den er mit DJing in Berührung kam.
Als er mit 16 Jahren seine ersten Turntables erwarb, wurde er Assistent von Chuck Chillout. Nachdem dessen Radioshow bei Radio Kiss FM eingestellt worden war, erhielt Taylor 1987 seine eigene Radiosendung. Dort moderierte er anderthalb Jahre, bevor er zum Sender Hot97 wechselte.
Ab 1995 veröffentlichte er drei Mixtapes der 60 Minutes Of Funk-Reihe. Nach Auslauf des Vertrages beim Label Loud wechselte er zum Label Def Jam, über welches das Club-Album The Tunnel veröffentlicht wurde. The Tunnel ist eine Zusammenarbeit mit DJ Big Kap, die eine Zusammenstellung der im gleichnamigen New Yorker Club angesagten Songs darstellt.
Taylor kehrte danach zum Label Loud zurück, um die Mixtape-Reihe 60 Minutes of Funk im Jahr 2000 fortzusetzen. Am 5. Dezember 2000 erschien daraufhin das vierte und bislang letzte Mixtape aus der 60 Minutes Of Funk: The Mixtape-Reihe. Zwar war auch schon die fünfte Folge mehrfach angekündigt worden, nachdem die Veröffentlichung mehrmals verschoben wurde, allerdings war es nie zu einer Veröffentlichung gekommen, weil im selben Jahr das Label Loud Records vorläufig aufgelöst wurde und alle Künstler entlassen wurden.
Alle vier Alben aus der 60 Minutes Of Funk: The Mixtape-Reihe wurden in den USA von der Recording Industry Association of America mit Gold ausgezeichnet. Für das Album The Tunnel mit Big Kap gab es die Auszeichnung Platin.

## Diskografie

### Alben
| Jahr | Titel                                     | Höchstplatzierung, Gesamtwochen, AuszeichnungChartplatzierungen (Jahr, Titel, Platzierungen, Wochen, Auszeichnungen, Anmerkungen) | Höchstplatzierung, Gesamtwochen, AuszeichnungChartplatzierungen (Jahr, Titel, Platzierungen, Wochen, Auszeichnungen, Anmerkungen) | Anmerkungen                                                        |
| Jahr | Titel                                     | US | DE | Anmerkungen                                                        |
| ---- | ----------------------------------------- | --- | --- | ------------------------------------------------------------------ |
| 1995 | The Mix Tape Volume 1: 60 Minutes of Funk | US108 Gold · (14 Wo.)US | — | Erstveröffentlichung: 21. November 1995 Label: Loud Records        |
| 1997 | The Mix Tape Volume 2: 60 Minutes of Funk | US19 Gold · (16 Wo.)US | — | Erstveröffentlichung: 11. Februar 1997 Label: Loud Records         |
| 1998 | The Mix Tape Volume 3: 60 Minutes of Funk | US4 Gold · (11 Wo.)US | DE56 (6 Wo.)DE | Erstveröffentlichung: 11. August 1998 Label: Loud Records          |
| 1999 | The Tunnel                                | US35 Platin · (15 Wo.)US | — | Erstveröffentlichung: 7. Dezember 1999 Label: Def Jam Records      |
| 2000 | The Mix Tape Volume 4: 60 Minutes of Funk | US26 Gold · (17 Wo.)US | — | Erstveröffentlichung: 5. Dezember 2000 Label: Loud Records         |
| 2005 | Funkmaster Flex Car Show Tour             | — | — | Erstveröffentlichung: 6. Dezember 2005 Label: Koch Records         |
| 2013 | Who You Mad At? Me Or Yourself?           | — | — | Erstveröffentlichung: 18. April 2013 Label: Be Music Group Records |

### Singles
| Jahr | Titel               | Höchstplatzierung, Gesamtwochen, AuszeichnungChartplatzierungen (Jahr, Titel, Platzierungen, Wochen, Auszeichnungen, Anmerkungen) | Höchstplatzierung, Gesamtwochen, AuszeichnungChartplatzierungen (Jahr, Titel, Platzierungen, Wochen, Auszeichnungen, Anmerkungen) | Anmerkungen                                  |
| Jahr | Titel               | US | DE | Anmerkungen                                  |
| ---- | ------------------- | --- | --- | -------------------------------------------- |
| 1995 | Nuttin’ But Flavour | — | — | Erstveröffentlichung: — Label: Wreck Records |
| 1998 | Here We Go          | US72 (14 Wo.)US | — | Erstveröffentlichung: — Label: Loud Records  |
| 2000 | Do You              | US91 (7 Wo.)US | — | Erstveröffentlichung: — Label: Loud Records  |